# Mount Hood Village, Oregon
Mount Hood Village (nghĩa tiếng Việt: Làng Núi Hood) là tên của một nơi ấn định cho điều tra dân số trong Hành lang Núi Hood thuộc Quận Clackamas, Oregon, Hoa Kỳ. Theo điều tra dân số Hoa Kỳ năm 2000, khu thống kê này có tổng dân số là 3.306 người. The Villages at Mount Hood (có nghĩa Các làng ở Núi Hood) là tên chính quyền kết hợp của một số cộng đồng nằm trong khu thống kê này và là một thực thể riêng biệt.

## Chính quyền
Villages at Mount Hood gần như là chính quyền chung của các cộng đồng chưa hợp nhất của Hành lang Núi Hood bao gồm Brightwood, 
Welches, 
Wemme, 
Zigzag và 
Rhododendron. Các cư dân đã chấp thuận việc thành lập nó vào tháng 5 năm 2006.
Villages at Mount Hood là làng đầu tiên được thành lập theo sắc lệnh "các cộng đồng hoàn chỉnh" của Quận Clackamas. Quy định này cho phép các cộng đồng chưa hợp nhất thành lập các chính quyền giới hạn giúp kiểm soát trực tiếp hơn các vấn đề và các hoạt động có ảnh hưởng đến họ.
Theo trang mạng internet chính thức của làng thì các cộng đồng này đã kết hợp để thành lập làng vì Bộ giao thông Oregon quy định rằng các thị trấn nên thành lập một đại diện chính quyền để tiếp tục nhận công quỹ cho hệ thống xe buýt tốc hành miền núi đang phát triển. Sắc lệnh "các cộng đồng hoàn chỉnh" cho phép các làng và ấp trở thành đại diện chính thức của quận.

### Phạm vi quyền hạn
Villages at Mount Hood như thế đã chấp thuận (và hiện nay đang trông coi) các hoạt động sau:
- Hệ thống xe buýt tốc hành miền núi (Mountain Express Bus system)
- Xây dựng một trung tâm cộng đồng mới
- Các đường mòn và công viên đi bộ đường dài mới
- Nơi chăm sóc dành cho phụ nữ và trẻ em bị hành hung
- Cải thiện khung cảnh đường phố (đặc biệt dọc theo Quốc lộ Hoa Kỳ 26)
- Phát triển kinh tế: nhiều khu vui chơi giải trí
- Bảo vệ "nét nông thôn miền núi" của Hành lang Núi Hood
- Xem xét tiền khả thi để lập các đường dành riêng cho xe đạp trên Đường Salmon River và Đường Welches.

## Địa lý
Khu thống kê này có trung tâm ở 45°21'14" Bắc, 121°58'33" Tây (45.353908, -121.975837)1. Nó gồm có phần lớn Brightwood, Wemme, Welches, Zigzag và Rhododendron. Phần lớn khu này nằm phía nam hay bắc của Quốc lộ Hoa Kỳ 26.
Theo Cục điều tra dân số Hoa Kỳ, khu thống kê này có tổng diện tích 6,8 dặm vuông Anh (17,7 km²), tất cả đều là mặt đất.